# Calum Johnston
Calum Johnston (East Kilbride, Escocia, 1 de noviembre de 1998) es un ciclista británico, miembro del equipo Caja Rural-Seguros RGA.

## Biografía
Calum nació en East Kilbride, Escocia. Interesado primero por el fútbol, empezó a andar en bicicleta a los 9 o 10 años, cuando su padre le regaló su primera bicicleta. Entre los juveniles (menores de 19 años), compitió con los clubes East Kilbride RC y Edinburgh RC.
En 2017 se incorporó al equipo Zappi Racing, con sede en Italia y dirigido por el exciclista profesional Flavio Zappi. Corrió en esta formación durante tres años, con el objetivo de convertirse en profesional. Durante su última temporada, mostró sus cualidades como escalador al terminar duodécimo en el Giro Ciclistico d'Italia.
En 2021 se marchó a Pamplona para incorporarse al filial del equipo Caja Rural-Seguros RGA. A pesar de un comienzo de año marcado por la pandemia generada por la COVID-19, destacó como uno de los mejores corredores aficionados de España, con cuatro victorias y varios puestos de honor. Sus buenos resultados le permitieron convertirse en profesional en 2022.

## Palmarés
- Aún no ha conseguido victorias como profesional.

## Equipos
- Caja Rural-Seguros RGA (2022-)